# Святовит
Святовит или Свентовит (лат. Zuantewith, пол. Świętowit) — бог войны и победы у части западных славян. Упомянут в «Славянской хронике» Гельмольда, подробно описан у Саксона Грамматика в «Деянии данов», как главный бог, бог богов храма при Арконе.

## Этимология
Имя бога Свентовита имеет славянское происхождение. Первая часть имени swant-/svęt- этимологически восходит к общеславянскому *swetlo-, *swet- («свет»; «свет, мир»), старославянскому светъ («святой»), западнославянскому и польскому swęty/swięty («святой»). Вторую часть имени -wit/-vit одни исследователи возводят к общеславянскому корню *vid («вид, зрение, облик») или *vitez («витязь, воин, победитель»), по мнению других данная часть связана с индоевропейским словом *wed («ведать, знать»). Возможно, название является эвфемистичным, Световид (свет+видение, свет+знание), так руяне могли обращаться к некоему божеству, которое нельзя было называть прямо по имени.
Секретарь и историк герцогов Померанских Томас Канцов в своей «Померанской хронике», доведённой до 1536 года, описывая разрушение Арконы на острове Рюген войском Вальдемара I Великого, называет его Свантевитом (Swantevit).

## Описания в исторических хрониках
Согласно «Славянской хронике» Гельмольда (1167—1168) — бог земли руянской, «светлейший в победах, самый убедительный в ответах», который среди множества славянских божеств считается главным:

«Среди множества славянских божеств главным является Свентовит (Zuantewith), бог земли ранской, так как он — самый убедительный в ответах. Рядом с ним всех остальных они как бы полубогами почитают. Поэтому в знак особого уважения они имеют обыкновение ежегодно приносить ему в жертву человека — христианина, какого укажет жребий. Из всех славянских земель присылаются установленные пожертвования на жертвоприношения Свентовиту. С удивительным почтением относятся славяне к своему божеству, ибо они не легко приносят клятвы и не терпят, чтобы достоинство его храма нарушалось даже во время неприятельских нашествий…»

В другом месте Гельмольд вновь указывает на существование верховного бога у славян, но не указывает его имени:

У славян имеется много разных видов идолопоклонства. Ибо не все они придерживаются одних и тех же языческих обычаев. Одни прикрывают невообразимые изваяния своих идолов храмами, как, например, идол в Плуне, имя которому Подага; у других божества населяют леса и рощи, как Прове, бог альденбургской земли, — они не имеют никаких идолов. Многих богов они вырезают с двумя, тремя и больше головами. Среди многообразных божеств, которым они посвящают поля, леса, горести и радости, они признают и единого бога, господствующего над другими в небесах, признают, что он, всемогущий, заботится лишь о делах небесных, они [другие боги], повинуясь ему, выполняют возложенные на них обязанности, и что они от крови его происходят и каждый из них тем важнее, чем ближе он стоит к этому богу богов.

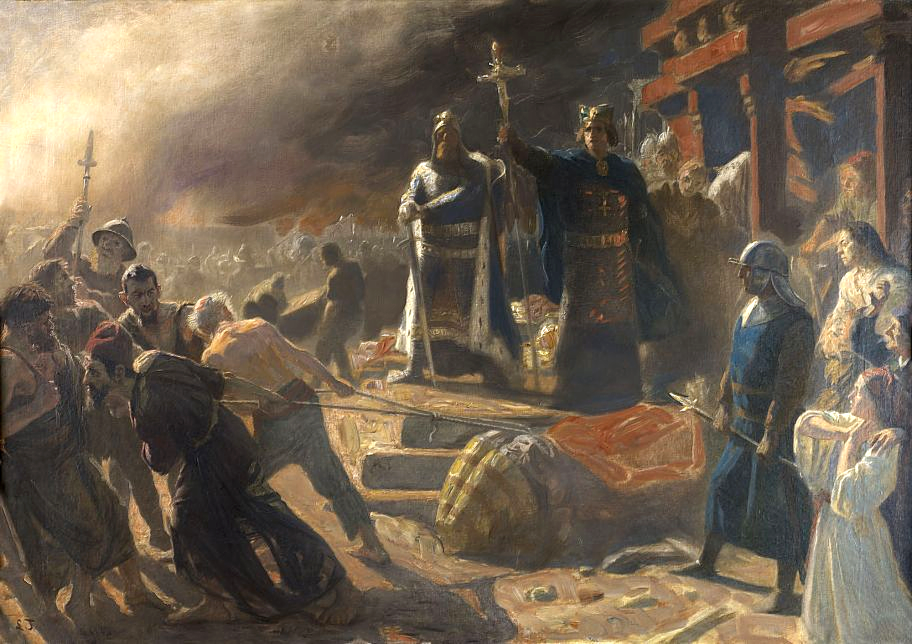
Епископ Абсалон уничтожает идол бога Святовита в Арконе в 1168 году

О возникновении культа Свентовита у руян Гельмольд выдвигает следующую теорию. По его мнению, именно Людовик II пожаловал часть земли руян монастырю св. Витта в Корвейе. Проповедники обратили народ руян в христианскую веру и заложили на острове Рюген храм в честь мученика св. Вита. Но руяны отпали от веры и изгнали христиан, и стали почитать св. Вита как языческого бога, поставив в честь его громадного идола. «И с тех пор это заблуждение у руян настолько утвердилось, что Свентовит, бог земли руянской, занял первое место среди всех божеств славянских, светлейший в победах, самый убедительный в ответах. Поэтому и в наше время не только вагрская земля, но и все другие славянские земли посылали сюда ежегодно приношения, почитая его богом богов.»
Саксон Грамматик в «Деяниях Данов» (2 половина XII века), описывает храм Святовита в столице руян городе Аркона, где «Свентовита символизировали разные знаки, в частности, резные орлы и знамёна, главное из которых называлось Станица… Власть этого небольшого куска полотна была сильнее власти княжеской». В самом храме стоял большой, превосходящий рост человеческий, кумир, с четырьмя головами, которого принято считать кумиром Святовита.
Кумир уничтожен епископом Абсалоном в 1168 году.
В чешском словаре Mater Verborum упомянут сначала Suatouyt как Арес (лат. Ares, bellum), а затем Zwatovit объяснён как Марс. Там же упоминается как бог плодородия, противостоящий Чернобогу. Пассаж, допущенный в «Истории Каменской епархии» (XVII век) при описании острова Рюген дал повод к отождествлению Святовита и Белобога.